# Skate Canada 2009
Navigation
Édition précédente Édition suivante
Le Skate Canada (ou Internationaux Patinage Canada) est une compétition internationale de patinage artistique qui se déroule au Canada au cours de l'automne. Il accueille des patineurs amateurs de niveau senior dans quatre catégories: simple messieurs, simple dames, couple artistique et danse sur glace.
Le trente-sixième Skate Canada est organisé du 19 au 22 novembre 2009 au Memorial Auditorium Complex de Kitchener dans la province de l'Ontario. Il est la sixième compétition du Grand Prix ISU senior de la saison 2009/2010.

## Résultats

### Messieurs

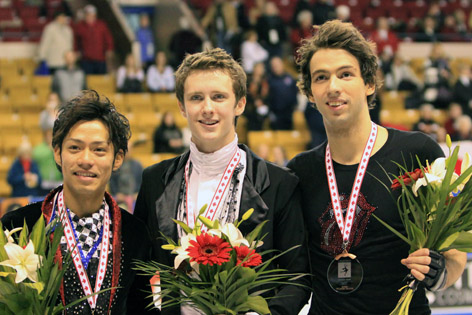
Podium des Messieurs

| Rang | Nom                  | Pays       | Points | Programme court | Programme court | Programme libre | Programme libre |
| ---- | -------------------- | ---------- | ------ | --------------- | --------------- | --------------- | --------------- |
| 1    | Jeremy Abbott        | États-Unis | 232.99 | 1               | 79.00           | 2               | 153.99          |
| 2    | Daisuke Takahashi    | Japon      | 231.31 | 2               | 76.30           | 1               | 155.01          |
| 3    | Alban Préaubert      | France     | 212.28 | 4               | 72.30           | 3               | 139.98          |
| 4    | Michal Březina       | Tchéquie   | 202.32 | 5               | 71.92           | 5               | 130.40          |
| 5    | Samuel Contesti      | Italie     | 202.25 | 7               | 67.30           | 4               | 134.95          |
| 6    | Patrick Chan         | Canada     | 198.77 | 6               | 68.64           | 6               | 130.13          |
| 7    | Denis Ten            | Kazakhstan | 193.33 | 3               | 75.45           | 9               | 117.88          |
| 8    | Stephen Carriere     | États-Unis | 188.31 | 10              | 59.40           | 7               | 128.91          |
| 9    | Armin Mahbanoozadeh  | États-Unis | 186.48 | 8               | 65.30           | 8               | 121.18          |
| 10   | Joey Russell         | Canada     | 168.71 | 9               | 61.82           | 11              | 106.89          |
| 11   | Kevin Van Der Perren | Belgique   | 168.54 | 11              | 58.86           | 10              | 109.68          |
| 12   | Jeremy Ten           | Canada     | 148.96 | 12              | 45.14           | 12              | 103.82          |

### Dames

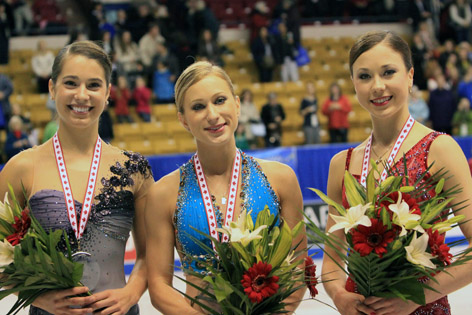
Podium des Dames

| Rang | Nom              | Pays        | Points | Programme court | Programme court | Programme libre | Programme libre |
| ---- | ---------------- | ----------- | ------ | --------------- | --------------- | --------------- | --------------- |
| 1    | Joannie Rochette | Canada      | 182.90 | 1               | 70.00           | 1               | 112.90          |
| 2    | Alissa Czisny    | États-Unis  | 163.53 | 2               | 63.52           | 4               | 100.01          |
| 3    | Laura Lepistö    | Finlande    | 158.52 | 4               | 55.74           | 2               | 102.78          |
| 4    | Mirai Nagasu     | États-Unis  | 156.83 | 3               | 56.34           | 3               | 100.49          |
| 5    | Akiko Suzuki     | Japon       | 147.72 | 8               | 53.10           | 5               | 94.62           |
| 6    | Amélie Lacoste   | Canada      | 141.13 | 6               | 55.10           | 6               | 86.03           |
| 7    | Cynthia Phaneuf  | Canada      | 132.48 | 5               | 55.58           | 9               | 76.90           |
| 8    | Caroline Zhang   | États-Unis  | 132.46 | 7               | 54.58           | 8               | 77.88           |
| 9    | Sarah Hecken     | Allemagne   | 124.40 | 10              | 45.50           | 7               | 78.90           |
| 10   | Jenna McCorkell  | Royaume-Uni | 123.50 | 9               | 47.48           | 10              | 76.02           |
| 11   | Joshi Helgesson  | Suède       | 108.41 | 11              | 40.48           | 11              | 67.93           |

### Couples

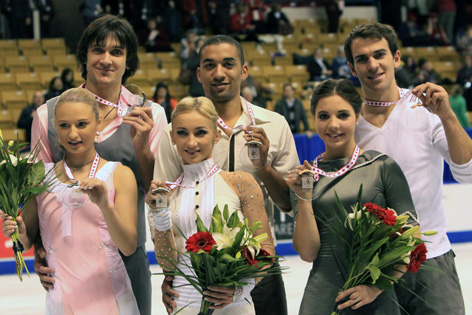
Podium des couples artistiques

| Rang | Nom                                     | Pays       | Points | Programme court | Programme court | Programme libre | Programme libre |
| ---- | --------------------------------------- | ---------- | ------ | --------------- | --------------- | --------------- | --------------- |
| 1    | Aljona Savchenko / Robin Szolkowy       | Allemagne  | 206.71 | 1               | 74.16           | 1               | 132.55          |
| 2    | Maria Mukhortova / Maksim Trankov       | Russie     | 185.71 | 2               | 65.80           | 2               | 119.91          |
| 3    | Jessica Dubé / Bryce Davison            | Canada     | 166.93 | 3               | 57.90           | 3               | 109.03          |
| 4    | Anabelle Langlois / Cody Hay            | Canada     | 159.95 | 4               | 55.52           | 4               | 104.43          |
| 5    | Caydee Denney / Jeremy Barrett          | États-Unis | 157.09 | 5               | 55.46           | 5               | 101.63          |
| 6    | Kirsten Moore-Towers / Dylan Moscovitch | Canada     | 146.91 | 7               | 51.14           | 6               | 95.77           |
| 7    | Caitlin Yankowskas / John Coughlin      | États-Unis | 143.61 | 6               | 52.42           | 7               | 91.19           |
| 8    | Ksenia Ozerova / Aleksandr Enbert       | Russie     | 113.36 | 8               | 40.28           | 8               | 73.08           |

### Danse sur glace

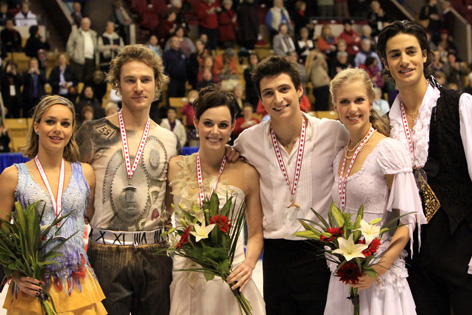
Podium de la danse sur glace

| Rang | Nom                                 | Pays       | Points | Danse imposée | Danse imposée | Danse originale | Danse originale | Danse libre | Danse libre |
| ---- | ----------------------------------- | ---------- | ------ | ------------- | ------------- | --------------- | --------------- | ----------- | ----------- |
| 1    | Tessa Virtue / Scott Moir           | Canada     | 204.38 | 1             | 40.69         | 1               | 60.57           | 1           | 103.12      |
| 2    | Nathalie Péchalat / Fabian Bourzat  | France     | 185.07 | 2             | 35.55         | 2               | 56.05           | 2           | 93.47       |
| 3    | Kaitlyn Weaver / Andrew Poje        | Canada     | 165.64 | 3             | 32.18         | 4               | 51.18           | 4           | 82.28       |
| 4    | Ekaterina Bobrova / Dmitri Soloviev | Russie     | 161.68 | 5             | 30.09         | 5               | 45.92           | 3           | 85.67       |
| 5    | Emily Samuelson / Evan Bates        | États-Unis | 160.76 | 4             | 31.47         | 3               | 51.49           | 5           | 77.80       |
| 6    | Madison Hubbell / Keiffer Hubbell   | États-Unis | 141.63 | 6             | 27.14         | 6               | 44.49           | 7           | 70.00       |
| 7    | Carolina Hermann / Daniel Hermann   | Allemagne  | 141.61 | 7             | 25.29         | 7               | 42.78           | 6           | 73.54       |
| 8    | Andrea Chong / Guillaume Gfeller    | Canada     | 128.70 | 8             | 24.27         | 8               | 40.39           | 8           | 64.04       |

## Sources
- Résultats du Skate Canada 2009 sur le site de l'ISU
- Patinage Magazine N°120 (Décembre 2009-Janvier 2010)